# Katharina von Bora (Schiff)
Die Katharina von Bora ist ein im Jahr 2000 gebautes Flusskreuzfahrtschiff. Die Namensgeberin Katharina von Bora war die Ehefrau des deutschen Reformators Martin Luther.
Das Einsatzgebiet des Schiffes ist die Elbe mit Moldau. Außerdem wird sie auf der Strecke Potsdam–Stralsund auf dem Oder-Havel-Kanal, dem deutschen Abschnitt der Oder und der Ostsee eingesetzt.
Ganzjährig finden Fahrten von Potsdam nach Prag statt. Auf dieser Route werden unter anderem  die Städte Dresden, Magdeburg, Meißen und Melnik angefahren.

## Geschichte
Im Jahr 2009 wurde die Katharina von Bora im Zuge des Insolvenzverfahrens  der Reederei Peter Deilmann – zusammen mit sechs weiteren Flusskreuzfahrtschiffen der Reederei – an eine Schweizer Firmengruppe verkauft. Diese vercharterte die Katharina von Bora an Nicko Tours oder nach Abstimmung an andere Reiseunternehmen.
Nachdem der Reiseveranstalter ebenfalls insolvent gegangen war, wechselte dieser seinen Namen und die damit verbundenen Bedingungen zu Nicko Cruises. In diesem Zusammenhang wurden die Schiffe im Inneren umgebaut und der Außenanstrich geändert: auffälligere Farben dominieren.

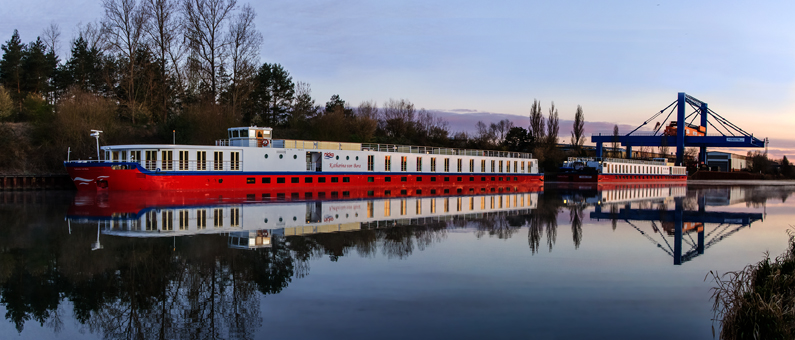
Zwangspause der Schiffe bei Parey 2020 durch COVID-19-Pandemie

## Schiffsdaten
Das Schiff verfügt über drei Decks (Sonnendeck, Oberdeck, Hauptdeck) mit verschieden großen Fenstern. Insgesamt gibt es 42 Außenkabinen. Hinzu kommen das Panorama-Restaurant und ein Panorama-Salon mit Bar. Das Ambiente ist im Jugendstil gehalten.